# Haashtag
Haashtag é o sexto álbum de estúdio da dupla americana de música pop Ha*Ash, composta pelas irmãs Hanna Nicole e Ashley Grace. Foi lançado em 1 de setembro de 2022 pela Sony Music Latin, e foi apoiado por três singles: "Lo que un hombre debería saber", "Supongo que lo sabes" e "Mi salida contigo".
Ha*Ash assumiu um papel integral na produção do álbum e colaborou com produtores como George Noriega, Sebastián Krys e Julio Reyes. Para promover o álbum, a banda embarcou no Gira mi salida contigo, que começou em Puebla em 2 de setembro de 2022.

## Lançamento e gravação
Haashtag foi anunciado em maio de 2020. De acordo com Hanna, o grupo gravou o álbum em casa em Houston durante o pandemia COVID-19. Musicalmente, após 4 anos do lançamento de seu quinto álbum de estúdio, a dupla não lançou novas canções, e voltou em 2021 na colaboração "Fuiste mía" com a dupla argentina MYA. Nesse mesmo ano, eles fazem parte do álbum de covers The Metallica Blacklist, da banda Metallica, em versão espanglês da música "The Unforgiven", e posteriormente, publicam a música "Vencer el pasado" como tema principal da novela da Televisa de mesmo nome.
Em 15 de agosto, Sony publicou o álbum no iTunes para pré-venda, onde foram confirmados o nome e a data de lançamento, além do fato de que teria onze músicas e uma colaboração com a Kenya Os. É o primeiro álbum de estúdio da banda em cinco anos, após o álbum anterior, 30 de fevereiro (2017). No México, a edição padrão do CD do álbum foi lançada em 1º de setembro de 2022, sob o selo Sony Music Latin.

## Singles e desempenhos
O primeiro single do álbum foi "Lo que un hombre debería saber"; lançado em 17 de março de 2022. O single foi acompanhado por um vídeo, lançado no mesmo dia. A faixa alcançou a certificado ouro no México. O segundo single do álbum foi "Supongo que lo sabes", lançado em maio de 2022, o single veio acompanhado de um vídeo, lançado no mesmo dia. O clipe foi gravado no The Filmore Miami Beach, Flórida. O canção se tornou o primeiro single do grupo a receber uma certificação nos Estados Unidos. Em 29 de agosto de 2022, lançaram o terceiro single do álbum, "Mi salida contigo" com Kenia Os. O single foi certificado ouro no México.

## Lista de faixas
- Edição Padrão (CD)[13]

| CD  |                                    |                                                                          |                       |         |  |
| N.º | Título                             | Compositor(es)                                                           | Produtor(es)          | Duração |  |
| 1.  | "Lo que un hombre debería saber"   | Ashley Grace, Hanna Nicole, Alejandra Zéguer, Pablo Preciado             | Hanna, George Noriega | 3:14    |  |
| 2.  | "Si yo fuera tú"                   | Ashley, Hanna, Zéguer, Preciado                                          | Hanna, Sebastián Krys | 3:25    |  |
| 3.  | "Supongo que lo sabes"             | Ashley, Hanna, José Luis Ortega                                          | Hanna, Noriega        | 3:56    |  |
| 4.  | "Mi salida contigo" (con Kenia OS) | Ashley, Hanna, Kenia Flores, Edgar Barrera, Alan Saucedo, Sofia Thompson | Hanna, Noriega        | 2:55    |  |
| 5.  | "Tenían razón"                     | Ashley, Hanna, Zéguer, Preciado                                          | Hanna, Krys           | 3:13    |  |
| 6.  | "Mejor que te acostumbres"         | Ashley, Hanna, German Duque, Felipe González Abad                        | Hanna, Noriega        | 3:13    |  |
| 7.  | "Te lo dije"                       | Ashley, Hanna, Preciado                                                  | Hanna, Julio Reyes    | 3:12    |  |
| 8.  | "Yo nunca nunca"                   | Ashley, Hanna, Raquel Sofía, Stefano Vieni                               | Hanna, Noriega        | 2:53    |  |
| 9.  | "Demasiado para ti"                | Ashley, Hanna, Preciado                                                  | Hanna, Noriega        | 3:08    |  |
| 10. | "Mi día favorito"                  | Ashley, Hanna, Patricia Cantú, Vieni                                     | Hanna, Noriega        | 3:32    |  |
| 11. | "Serías tú"                        | Ashley, Hanna, Zéguer, Preciado                                          | Hanna, Reyes          | 3:26    |  |

## Histórico de lançamento
| País   | Data                  | Formato                     | Gravadora        |
| ------ | --------------------- | --------------------------- | ---------------- |
| Vários | 1 de setembro de 2022 | Download digital, streaming | Sony Music Latin |
| México | 1 de setembro de 2022 | CD                          | Sony Music Latin |